# Constantine (Kornwalia)
Constantine – wieś w Anglii, w Kornwalii. Leży 26 km na wschód od miasta Penzance i 387 km na południowy zachód od Londynu. W 2001 miejscowość liczyła 1705 mieszkańców.